# Concepción del Uruguay
Concepción del Uruguay – miasto w północno-wschodniej Argentynie, w prowincji Entre Ríos. Miasto leży nad rzeką Urugwaj i położone jest w odległości około 320 km na północ od stolicy kraju, Buenos Aires. Ludność Concepción del Uruguay to około 90 tys.
Miasto zostało założone 25 czerwca 1783 przez Tomása de Rocamorę. Ze względu na liczbę i znaczenie zabytków znajdujących się w Concepción del Uruguay i rolę jaką to miasto odegrało w kształtowaniu się narodu argentyńskiego, nazywane jest niekiedy La Histórica.
W mieście rozwinął się przemysł spożywczy, drzewny i samochodowy. Concepción del Uruguay to ważny port rzeczny.
Znajduje się tutaj również uniwersytet.

## Historia
Zachowały się wzmianki z roku około 1778 o obszarze znanym jako Arroyo de China, położonym na północ od obecnych okolic Viejo i Puerto La Conception. W tym samym roku zbudowano pierwszą kaplicę w miejscu, które zostało następnie wykorzystane jako cmentarz.
W dniu 25 czerwca 1783 roku, na zlecenie wicekróla Juan José de Vértiz y Salcedo, Thomas Rocamora założył miasto Matki Boskiej Niepokalanego Poczęcia w Urugwaju (w oryginale Villa de Nuestra Señora de la Inmaculada Concepción del Uruguay).
Dokładna forma pełnej nazwy miasta jest różnie podawana w różnych źródłach, jako że niektóre podają tylko Concepcion del Uruguay.
Concepcion del Uruguay było pierwszym miastem, które przyłączyło się do rewolucji w 1810 roku, po wydarzeniach w Buenos Aires.
W 1814 roku Gervasio Antonio Posadas, korzystając z nadzwyczajnych uprawnień nadanych przez Zgromadzenie Konstytucyjne, mianował Concepcion del Urugwaj stolicą prowincji Entre Ríos w momencie jej utworzenia. W dniu 29 czerwca 1815 roku, General Jose Gervasio Artigas zwołał pierwszy kongres niezależności, który odbył się w mieście o nazwie Kongres Wschodni (Congreso de Oriente). Na tym kongresie zadeklarowano niepodległość Argentyny i przyjęto flagę.
Zdecydowano również, aby nie uczestniczyć w Kongresie Tucuman, który odbył się w następnym roku, na znak protestu przeciwko promowaniu portugalskiej inwazji Banda Oriental i ataków na federalnych zastępców.
W dniu 1 lutego 1820 roku, generał Francisco Ramirez, sprzymierzony z gubernatorem Santa Fe Estanislao Lópezem (dowódcą armii federalnej) pokonał José Rondeau w bitwie pod Cepeda, wkrótce po podpisaniu traktatu w Pilar. 29 września tego samego roku, proklamowano republikę Entre Rios, w której skład, oprócz istniejących prowincji Corrientes i Misiones, wchodziło Concepcion będące stolicą Urugwaju. Jednak republika rozpadła się w ciągu kilku miesięcy, po śmierci Ramireza 10 lipca 1821 r.
W 1826 r. generał Justo José de Urquiza, jako gubernator Entre Rios, wprowadził prawo nadające Concepcion del Urugwaj status miasta.
W 1848 r. Urquiza założył pierwszą uczelnię miejską o charakterze świeckim w Urugwaju.
W 1851 r. generał Francisco Ramirez, promował Urquizę zamiast Juana Manuela de Rosas, co doprowadziło do bitwy pod Caseros, 3 lutego 1852 r. Urquiza wygrał co otworzyło drogę do uchwalenia narodowej konstytucji w następnym roku.
W dniu 1 stycznia 1873 miasto zostało formalnie utworzone.
W dniu 30 czerwca 1887 r. powstała linia kolejowa łącząca koleje Urquiza z miastami Parana i Rosario del Tala. Również w tym samym roku zreformowano port, który w już 1910 r. był jednym z największych w kraju.
W 1994 r. w San Jose Palacio odbyła się przysięga reformy konstytucji.

## Burmistrzowie
- Antonio Lopez Piñón (1873)
- Julio V. Díaz (1874)
- José R. Navarro (1874)
- Juan L. Caminos (1875)
- Domingo Vico (1876)
- Mariano Jaime (1876)
- Juan Bautista Rey (1877)
- Francisco Ratto (1878)
- Martín Ruíz Moreno (1878)
- Jacobo Gibert (1879)
- Pedro Melitón González (1881)
- Francisco Ferreyra (1882)
- Olegario Mabragaña (1883)
- Pedro Melitón González (1885)
- Esteban del Castillo (1887)
- José Scelzi (1887)
- Darío del Castillo (1889)
- Benito Pérez (1889)
- Rafael M. Paradelo (1890)
- Miguel F. Britos (1890)
- Agustín Carosini (1893)
- Pedro E. Busquet (1893)
- Benito Benestead (1894)
- Ricardo López Jordán (1896)
- Wenceslao S. Gadea (1899)
- Porfirio L. Tenreyro (1902)
- Juan Leo (1903)
- Darío del Castillo (1904)
- Vicente M. Corvalán (1906)
- Juan B. Martínez (1910)
- Juan M. Chiloteguy (1912)
- Benito Yáñez (1912)
- Miguel Solanas (1912)
- Vicente M. Corvalán (1914)
- Juan Piñón (1915)
- Juan C. González (1920)
- Demetrio Etchezarraga (1925)
- Olegario Mabragaña (1926)
- Antonio E. Bacciadone (1927)
- Ernesto T. Marcó (1929)
- Juan M. Bruzera (1930)
- Albano L. Giménez (1932)